# Super-8 SMPTE
Society of Motion Picture and Television Engineers o SMPTE és l'organització estatunidenca encarregada de crear els estàndards tècnics de la indústria audiovisual. Per això crea comissions que dictaminen els estàndards més adequats. Aquestes comissions estan formades per enginyers, tècnics, fabricants, etc. I també s'encarrega de publicar i de difondre-les. La SMPTE va ser fundada el 1916 a Nova York.
El format cinematogràfic de super-8 és definit per la SMPTE com format "8-mm Type S". La lletra "S" fa referència al tipus de perforació, per contraposició a la lletra "R" que faria referència a la perforació del format del Doble 8 o 8 normal.

## Dimensions segons SMPTE
- SMPTE 164-1999:

A, ample de pel·lícula = 7,976 mm,+/- 0,038 mm

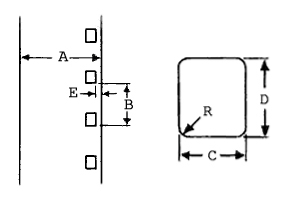
Croquis de pel·lícula de super-8 i la seva perforació.

B, distància entre perforacions = 4,234 mm,+/- 0,010 mm
L, 100 distàncies entre perforacions = 423,42 mm,+/- 0,43 mm
C, ample de perforació = 0,914 mm,+/- 0,010 mm
D, alt de perforació = 1,143 mm,+/- 0,010 mm
E, eix de perforació = 0,51 mm,+/- 0,050 mm
R, radi de perforació = 0,013 mm,+/- 0,030 mm

## Osques del cartutx de super-8ú
Al cartutx poden haver fins a 4 osques. Aquestes tenen la utilitat de transmetre informació a la càmera de manera mecànica. I d'aquesta manera, automatitzar tasques que abans, amb el Doble 8, es realitzaven de manera manual.

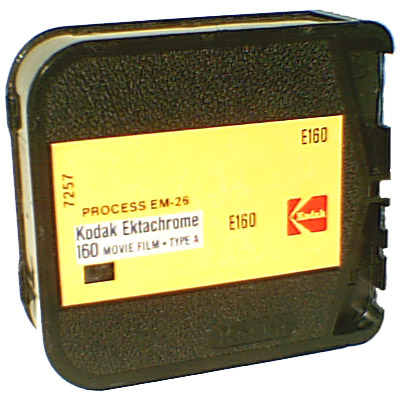
Cartutx mut de super-8.

## Osca superior o de sensibilitat de pel·lícula
Aquesta osca pot ser variable. Serveix per indicar a la càmera la sensibilitat de la pel·lícula. Està situada a la part superior del cartutx. La mida de les osques està indicat en l'estàndard SMPTE 166. Aquest estàndard indica la distància entre la base inferior de l'osca i l'eix longitudinal del cartutx, marcat amb una osca per inserir en el compartiment de la càmera.
- SMPTE 166-1994:

llum de dia/tungstè, 10/16 ASA = 1,000 polzades
llum de dia/tungstè, 16/25 ASA = 0,900 polzades
llum de dia/tungstè, 25/40 ASA = 0,800 polzades
llum de dia/tungstè, 40/64 ASA = 0.700 polzades
llum de dia/tungstè, 64/100 ASA = 0.600 polzades
llum de dia/tunsté, 100/160 ASA = 0.500 polzades
llum de dia/tunsté, 160/250 ASA = 0.400 polzades
llum de dia/tunsté, 250/400 ASA = 0.300 polzades
llum de dia/tunsté, 400/640 ASA = 0.200 polzades
pel·lícula de llum de dia: tipus D/pel·lícula de tungstè: tipus B i tipus A

### Osca d'inserció
Aquesta osca és fixa. Forma una cavitat pensada perquè l'usuari col·loqui correctament el cartutx en el compartiment de la càmera. Està situada al centre longitudinal del cartutx.

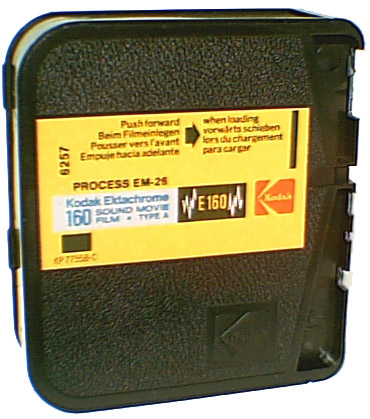
Cartutx sonor de super-8, Ektachrome 160 A.

### Osca de tipus de procés de revelat
Aquesta osca no s'usa en l'actualitat. És a la part inferior del cartutx, just sota de l'osca d'inserció del cartutx. Era variable i indicava al laboratori fotogràfic el tipus de procés de revelat.

### Osca de filtre de llum de dia
Aquesta osca està només en els cartutxos amb pel·lícula per interior. L'osca permet que el filtre de llum de dia, tipus WRATTEN 85A, estigui activat. Si està activat, vol dir que el filtre està interposat entre l'objectiu i la pel·lícula. La càmera estarà, llavors, preparada per filmar en esteriores. Quan es vulgui filmar en interiors, s'haurà de desactivar el filtre. Per treure'l de la seva posició entre l'objectiu i la pel·lícula, es procedirà a posar la clau de filtre en la part superior de la càmera. Aquesta clau de filtre pot ser de tipus Kodak (plana) o de tipus rosca (d'1/4 de polzada com la rosca per a amarrar la càmera al trípode).

## Cartutx de Single 8
Encara que el cartutx del sistema de Single 8 és superior, tècnicament no tenia la complexitat del de super-8. Per veure una comparació dels dos cartutxos.

## Estàndards de la SMPTE sobre super-8

### Estàndards sobre 8-mm Type S
- SMPTE 149 - Motion-Picture Film (8-mm Type S) - Perforated 1R
- SMPTE 151 - Motion-Picture Film (8-mm Type S) - 16 mm Film Perforated 8-mm Type S, (1-3)
- SMPTE 153 - Motion-Picture Film (8-mm Type S) - 16 mm Film Perforated 8-mm Type S, (1-4) - Printed Àrees
- SMPTE 154 - Motion-Picture Film (8-mm Type S) - Projecte Image Àrea and Projector Ús
- SMPTE 157 - Motion-Picture Film (8-mm Type S) - Camera Aperture Image and Usage
- SMPTE 159.1 - Motion-Picture Film (8-mm Type S) - Model 1 Camera Cartridge - Cartridge-Camera Interface and Take-up Core Drive
- SMPTE 159.2 - Motion-Picture Film (8-mm Type S) - Model 1 Camera Cartridge - Aperture, Profile, Film Position, Pressure Pad and Flatness
- SMPTE 160m - Motion-Picture Equipment (8-mm Type S) - Projection Reels - 100 - to 312-mm Diameter-Revision and Redesignation of ANSI PH22.160M-1983
- SMPTE 161 - Motion-Picture Film (8-mm Type S) - Magnetic Striping
- SMPTE 162 - Motion-Picture Film (8-mm Type S) - 16 mm Film Perforated 8-mm Type S (1-4)-Magnetic striping
- SMPTE 163-1998 - (fitxer 2003) Motion-Picture Film (8-mm Type S) - 35-mm Film Perforated 8-mm Type S, 5R - Magnetic Striping
- SMPTE 164 - Motion-Picture Film (8-mm Type S) - Magnetic Àudio Record - Position, Dimensions, and Reproducing Speed
- SMPTE 166 - Motion-Picture Film (8-mm Type S) - Exposure Control and Stock Identification - Sound and Silent Camera Cartridge Notch
- SMPTE 168 - Motion-Picture Film (8-mm Type S) - 16 mm Film Perforated 8-mm Type S (1-4)
- SMPTE 176 - Motion-Picture Film (8-mm Type S) - Magnetic Àudio Record - Positions, Dimensions, and Reproducing Speed
- SMPTE 179-1996 - (fitxer 2005) Motion-Picture Film (8-mm Type S) - 35-mm Film Perforated 2R (1-0) and 5R (1-3-5-7-0) - Printed Àrees
- SMPTE 181 - Motion-Picture Film (8-mm Type S) - 16 mm Film Perforated 8-mm Type S (1-3) - Printed Àrees
- SMPTE 188M - Motion-Picture Equipment (8-mm Type S)-Model II Camera Cartridge (15-m Capacity) - Camera Run FilmLength
- SMPTE 189M - Motion-Picture Equipment (8-mm Type S)-Model II Camera Cartridge - Loaded Film Location
- SMPTE 190m - Motion-Picture Equipment (8-mm Type S)-Model II Camera Cartridge - Cartridge-Camera Fit and Core
- SMPTE 191m - 1994, Motion-Picture Equipment (8-mm Type S)-Model II Camera Cartridge - Slots, Projections, and Cartridge Hole
- SMPTE 197 - Motion-Picture Film (8-mm Type S) - 50-ft Model 1 Sound Camera Cartridge - Cartridge, Cartridge-Camera Interface, and Take-Up Core
- SMPTE 198 - Motion-Picture Film (8-mm Type S) - 50-ft Model 1 Sound Camera Cartridge - Aperture, Pressure Pad and Film Position
- SMPTE 199 - Motion-Picture Film (8-mm Type S) - 50-ft Model 1 Sound Camera Cartridge - Pressure Pad Flatness and Camera Aperture Profile
- SMPTE 200M - Motion-Picture Film (8-mm Type S) - Model 1 Sound Camera Cartridge - Camera Run Length, Perforation Cutout and End-Of-Run Notch
- SMPTE 205 - Motion-Picture Equipment (8-mm Type S) - Model 1 Camera Cartridge - Interface and Take-Up Core Drive (200-ft Capacity)
- SMPTE 206 - Motion-Picture Equipment (8-mm Type S) - Model 1 Sound Camera Cartridge - Aperture, Profile, Film Position, Pressure Pad, and Flatness (200-ft Capacity)
- SMPTE 209 - Motion-Picture Equipment (8-mm Type S) - Magnetic Àudio Records - Recorded Characteristics
- SMPTE 212m - Motion-Picture Equipment (8-mm Type S) - Projection Reels - 75-mm Diameter
- SMPTE 117 - Dimensions of Magnetic Control and Data Record on 8-mm Type S Motion-Picture Film

### Estàndards generals en 8-mm
- SMPTE 74-1993 - Motion-Picture Cameras (16 - and 8-mm) - Zero Point for Focusing Scales (R2003)
- SMPTE 76-1996 - Motion-Picture Cameras - 16-mm and 8-mm threaded Lens Mounts (R2006
- SMPTE 146M-2001 - Motion-Picture Film - 16 - and 8-mm Reversal Color Camera Films - Determination of Speed (R2006)

### Recommended Practices
- SMPTE RP 32-1995 - Specifications for 8-mm Type S Test Film for Projectors and Printers Reel Spindler
- SMPTE RP 48-1999 - Lubrication of 16 - and 8-mm Motion-Picture Prints (R2004)
- SMPTE RP 49 - Leaders for 8-mm Type R and S Motion Picture Release Prints Used in Continuous-Loop Cartridge
- SMPTE RP 50-1995 (fitxer 2004) - Dimensions for 8-mm Type S Motion-Picture Projector Reel Spindler
- SMPTE RP 51-1995 (fitxer 2004) - Screen Luminance and Viewing Conditions for 8-mm Review Rooms
- SMPTE RP 53 - Scene-Change Methods for Printing 35-mm, 16-mm and 8-mm Type S Motion-Picture Film
- SMPTE RP 55-8-mm Type S Sprocket Design
- SMPTE RP 56-2002 - Safe Action and Safe Title Àrees for 8-mm Release Prints (R2007)
- SMPTE RP 58-1995 (fitxer 2004) - Nomenclature for Devices Enclosing 8-mm Motion-Picture Film for Projection
- SMPTE RP 92-1995 (fitxer 2004) - Specifications for Audio Level and Multifrequency Test Films for 8-mm Type S Àudio Reproducers, Magnetic Type
- SMPTE RP 109-1994 (fitxer 2004) - Spectral Response of Photographic Àudio Reproducers for 8-mm Type S Motion-Picture Film
- SMPTE RP 122 - Dimensions of Cementeri Splice on 8-mm Type S Motion-Picture Film, Projection Type
- SMPTE RP 123 - Dimensions of Tape Splice on 8-mm Type S Motion-Picture Film, Projection Type
- SMPTE RP 129 - Requirements for 35 -, 16 - and 8-mm Type S Tape Splice on Magnetic Àudio Recording Motion-Picture Film}

### Engineering Guidelines
- SMPTE EG 7-1994 (fitxer 2004) - Àudio Sync Premeu for 8-mm Type S Cameras, Magnetic Àudio recorders and Rerecording Projectors